# Jednadžba
Jednadžba je matematički pojam koji izražava vezu između poznatih i nepoznatih veličina posredstvom znaka jednakosti koji izjednačava lijevu i desnu stranu jednadžbe. U tom smislu razlikujemo matematički identitet, gdje se samo ustanovljava jednakost lijeve i desne strane, od jednadžbe, gdje se u osnovi traži vrijednost nepoznate veličine tako da ona udovoljava postavljenoj jednadžbi. Nepoznate veličine, nepoznanice, često označavamo s x, y, z  ili bilo kojom drugom oznakom, premda nepoznanica u širem smislu može općenito biti i funkcija. Rješavanje jednadžbi u pravilu se čini nekim od već standardnih postupaka, odnosno  metoda, gdje jednadžbe razlikujemo prema osobitostima i načinu rješavanja. 

## Linearna jednadžba
Linearna jednadžba je najjednostavnija jednadžba oblika:
{\displaystyle ax+b=0\,}
gdje rješenje linearne jednadžbe po nepoznatoj veličini predstavlja nultočku linearne funkcije:
{\displaystyle y=ax+b\,}
čiji je grafički prikaz pravac te slijedi i naziv linerana jednadžba. Uz pojam linearne jednadžbe vezan je i pojam sustava linearnih jednadžbi s dvije, tri ili po volji više nepoznanica i isto toliko jednadžbi koje nisu u kolinearnom odnosu. Sustav jednadžbi od dvije, tri, eventualno i četiri nepoznanice rješava se klasičnom metodom supstitucije ili nekom drugom sličnom metodom, dok sustave s većim brojem nepoznanica rješavamo metodom determinanti ili uz pomoć matrica.

## Diofantska jednadžba
Diofantska linearna jednadžba je jednadžba oblika: 
{\displaystyle ax+by=c\,},
gdje su a, b i c neki konkretni brojevi. Za primjer nelinearne Diofantske jednadžbe možemo navesti jednadžbu oblika:
{\displaystyle x^{2}+y^{2}=z^{2}\,}.
Diofantska jednadžba ima u domeni realnih brojeva općenito beskonačan broj rješenja, no u domeni cijelih brojeva mogu postojati jedan ili više brojeva (x,y), odn. (x,y,z) koji ispunjavaju uvjet dat u jednadžbi.

## Kvadratna jednadžba
Kvadratna jednadžba ima opći oblik:
{\displaystyle ax^{2}+bx+c=0\,}.
Rješava se uobičajenem postupkom rješavanja kvadratne jednadžbe, a ovisno o predznaku diskriminante ima dva realna ili dva konjugirano kompleksna rješenja.
Razmatrajući kvadratne jednadžbe valja spomenuti i bikvadratnu i simetričnu jednadžbu, gdje se jednadžbe viših potencija u posebnim slučajevima svode na kvadratne, što se može učiniti na primjer za sljedeće jednadžbe:
{\displaystyle 2x^{4}+8x^{2}-4=0\,}
i 
{\displaystyle x^{4}+2x^{3}-6x^{2}+2x+1=0\,}

## Kubna jednadžba
Kubna jednadžba ima opći oblik:
{\displaystyle ax^{3}+bx^{2}+cx+d=0\,}.
Postupak rješavanja kubne jednadžbe je znatno složeniji, a ovisno o vrijednosti članova a, b, c i d jednadžbe, jednadžba može imati jedno realno i dva konjugirano kompleksna rješenja, tri različita realna rješenja ili dva jednaka realna rješenjai treće njima različito isto tako realno rješenje.

## Polinomna jednadžba
Polinomna jednadžba:
{\displaystyle a_{n}x^{n}+a_{n-1}x^{n-1}+\cdots +a_{2}x^{2}+a_{1}x+a_{0}=0\,}
definirana je za sve vrijednosti nepoznate veličine x, gdje je n pozitivni cijeli broj i
a0, a1,a2, ..., an  koeficijenti jednadžbe. Jednadžba ima n rješenja, gdje se rješenja jednadžbe nalaze općenito u cijeloj kompleksnoj ravnini. Kvadratna jednadžba predstavlja poseban slučaj polinomne jednadžbe gdje je n=2.

## Jednadžbe s apsolutnom vrijednosti
Kada se nepoznata veličina pojavljuje pod znakom apsolutne vrijednosti govorimo o jednadžbama s apsolutnom vrijednosti, gdje na primjer jednadžba može biti zadana kao:
{\displaystyle ||2x+6|-2|=4\,}

## Iracionalna jednadžba
Iracionalna jednadžba je jednadžba gdje se nepoznata veličina pojavljuje pod korijenom, kao na primjer:
{\displaystyle {\sqrt {3x+1}}={\sqrt {x+4}}+1\,}

## Eksponancijalna jednadžba
Eksponencijalna jednadžba je jednadžba gdje se nepoznata veličina pojavljuje u eksponentu potencije, kao na primjer:
{\displaystyle 3^{2x}-27=0\,}
ili
{\displaystyle 10^{3x+3}=100^{x+3}.\,}

## Logaritamska jednadžba
Logaritamska jednadžba je jednadžba gdje je nepoznata veličina sadržana unutar logaritma ili čini bazu logaritma:
{\displaystyle log2x-{\frac {1}{2}}logx=0\,}
ili
{\displaystyle log_{x}{64}={\frac {x}{4}}\,}

## Trigonometrijska jednadžba
Trigonometrijske jednadžbe čine cijelu jednu  familiju jednadžbi gdje je nepoznata veličina argument trigonometrijske funkcije, kao na primjer:
{\displaystyle sin^{2}x+sinx=0\,}
ili
{\displaystyle tg2x=3tgx\,}

## Diferencijalna jednadžba
Diferencijalna jednadžba izražava nepoznatu funkciju jedne ili više varijabli i njezine derivacije kao što je to, na primjer, diferencijalna jednadžba koja opisuje harmonički oscilator:
{\displaystyle {\frac {d^{2}y}{dt^{2}}}+\omega ^{2}y(t)=0}.

## Integralna jednadžba
Integralna jednadžba je općenito jednadžba u kojoj se nepoznata funkcija pojavljuje pod znakom integrala kao što je to, na primjer, jednadžba karakteristična za serijski RC električni krug:
{\displaystyle Ri(t)+{\frac {1}{C}}\int i(t)dt=u(t)\,}

## Neodređene jednadžbe
Neodređene jednadžbe imaju općenito beskonačno rješenja. Međutim, to su vrlo često jednadžbe geometrijskih krivulja ili zakrivljenih ploha gdje jednadžba daje uvjet karakterističan za svaku točku krivulje, odn. plohe kao što je to, na primjer jednadžba elipse, odn. sfere:
{\displaystyle {b^{2}}{x^{2}}+{a^{2}}{y^{2}}={a^{2}}{b^{2}}\,}
odnosno
{\displaystyle {x^{2}}+{y^{2}}+{z^{2}}=R^{2}\,}

## Funkcijske jednadžbe
Funkcijske jednadžbe su posebna vrst jednadžbi gdje se traži nepoznata funkcija koja udovoljava nekom traženom uvjetu, kao što je to, na primjer, uvjet da je:
{\displaystyle f(x+y)^{2}=f(x)^{2}+f(y)^{2}\ \,}

## Parametarske jednadžbe
Jednostavan primjer parametarske jednadžbe je prikaz jednadžbe kružnice polumjera r:
{\displaystyle x^{2}+y^{2}=r^{2}\,}
parametrom t, gdje je:
{\displaystyle x=r\cos(t)\,}
{\displaystyle y=r\sin(t).\,}

## Jednadžbe nazvane po znamenitim matematičarima i fizičarima
Posebnu kategoriju jednadžbi na izvjestan način čine važne jednadžbe koje su dobile naziv prema istaknutim ličnostima iz područja matematike i fizike, gdje su neke takvih jednadžbi:
- Eulerova jednadžba,
- Laplaceova jednadžba,
- Bernoullieva jednadžba,
- Helmholtzova jednadžba,
- Poissonova jednadžba
- Schrödingerova jednadžba.

## Jednadžbe nazvane sukladno temeljnim fizikalnim procesima i pojavama
Posebnu kategoriju također čine jednadžbe karakteristične za pojedine fizikalne ili kemijske procese i pojave. Premda u osnovi takve jednadžbe možemo svrstati u neku od već iznijetih jednadžbi, veliko fizikalno značenje takvih jednadžbi dodijelilo im je posebne nazive, gdje su neki od njih:
- jednadžba gibanja
- toplinska jednadžba
- relativistička valna jednadžba
- jednadžba ekvivalentnosti mase i energije
- termokemijska jednadžba